# Ctenodactylus
Ctenodactylus là một chi động vật có vú trong họ Ctenodactylidae, bộ Gặm nhấm. Chi này được Gray miêu tả năm 1830. Loài điển hình của chi này là Ctenodactylus massonii Gray, 1830 (= Mus gundi Rothmann, 1776).

## Hình ảnh

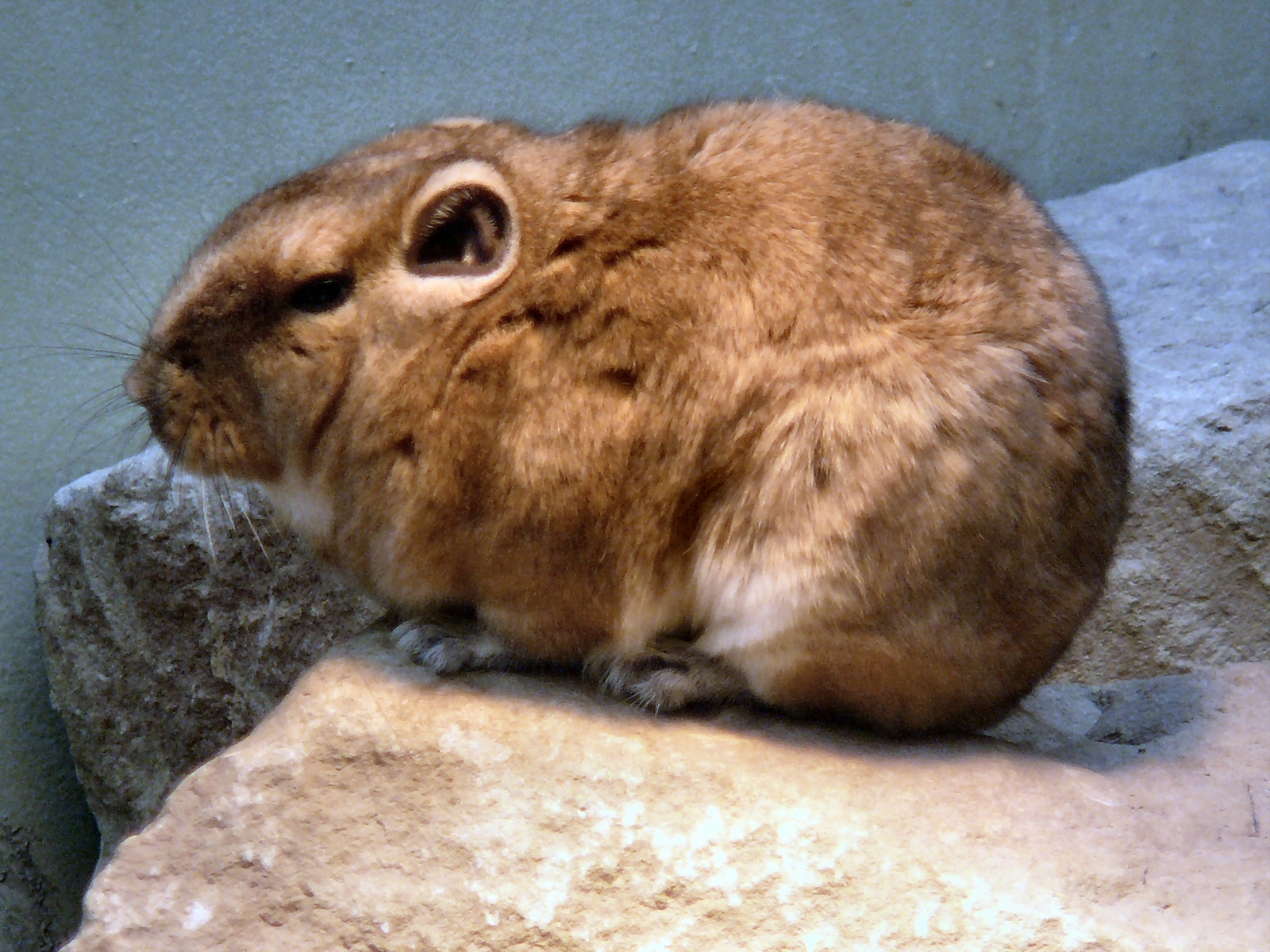
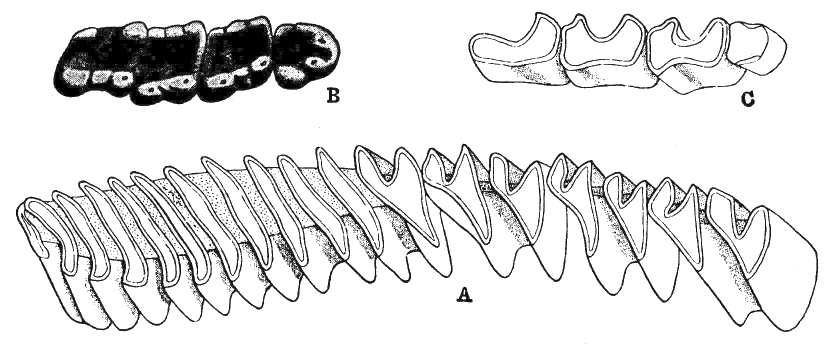

## Các loài
Chi này gồm các loài: